# Бялоблоцкий, Марцин
Марцин Бялоблоцкий (пол. Marcin Białobłocki, род. 2 июля 1983) — польский шоссейный велогонщик, выступающий за британскую велокоманду ONE Pro Cycling.

## Главные выступления
2009
- 3-й по итогам Premier Calendar

2011
- 1-й на этапе 6 — Tailteann Race
- 3-й по итогам Premier Calendar

2012
- 1-й на этапе 1 — Tailteann Race
- 1-й в раунде 8 — Tour Series
- 2-й по итогам Premier Calendar

2013
- 1-й — Tailteann Race
- 1-й — Perfs Pedal Race
- 1-й — Circuit of the Fens

2014
- 1-й — Cycle Wiltshire Grand Prix
- 3-й — Lincoln Grand Prix
- 1-й на этапе 5 — Tailteann Race

2015
- 1-й  — Чемпионат Польши в Индивидуальной гонке
- 1-й на этапе 7 (ITT) — Тур Польши
- 1-й — Primavera Road Race
- 1-й — Betty Pharoah Memorial Legstretchers Road Race
- 1-й на этапе 2 — Tour of the Reservoir
- Tour Series
  - 1-й в раунде 8
  - 1-й в раунде 10
- 3-й — Perfs Pedal Race